# Тревор, Томас, 1-й барон Тревор
Томас Тревор, 1-й барон Тревор (англ. Thomas Trevor, 1st Baron Trevor; 8 марта 1658 — 19 июня 1730) — британский судья и политик, генеральный прокурор, а позднее лорд-хранитель малой печати.

## Биография
Родился 8 марта 1658 года. Второй сын политика, сэра Джона Тревора III (1626—1672) , и Рут Хэмпден, дочери Джона Хэмпдена. Он получил частное образование, прежде чем поступить в Иннер-Темпл (1672) и колледж Крайст-Черч, Оксфорд. Он был призван в адвокатуру в 1680 году.
Он был назначен королевским адвокатом в 1683 году и был посвящен в рыцари и назначен генеральным солиситором Англии в 1692 году, будучи повышен до генерального прокурора Англии в 1695 году. В 1701 году Томас Тревор был назначен главным судьей по общим искам. Он также был членном Тайного совета Англии (1702—1714) и первым комиссаром Большой печати (1710).
В 1712 году он был создан как барон Тревор из Бромхэма в графстве Бедфордшир, став членом Палаты лордов Великобритании .
Он был создан как один из Дюжины Харли, когда были распределены двенадцать новых пэров, чтобы сместить политический баланс в Палате лордов, где доминировали виги, в сторону тори, чтобы обеспечить Утрехтский мир.
После восшествия на английский престол Георга I в 1714 году барон Тревор был лишен своих должностей за предполагаемые симпатии к якобитам, но с 1726 года он был восстановлен в должности лорда-хранителя малой печати (с 1726 года до своей смерти), одного из лордов-регентов королевства (1727), лорда-президента совета (1730) и губернатора Чартерхауса.
В 1707 году он был избран членом Лондонского королевского общества.

## Семья
5 июня 1690 года он женился на Элизабет Сирл (ок. 1672 — мая 1702), дочери Джона Сирла из Финчли и Энн Николл, от которой у него было четверо детей:
- Томас Тревор, 2-й барон Тревор (1691 — 22 марта 1753), который женился на Элизабет (1697—1734), дочери Тимоти Баррелла из Окенден-хауса, Какфилд, адвоката, у которой была одна дочь, Элизабет (1715—1761), которая вышла замуж за Чарльза Спенсера, 3-го герцога Мальборо, тем самым став прародительницей будущих герцогов Мальборо и Уинстона Черчилля
- Элизабет Тревор (1693—1773), умерла незамужней
- Джон Тревор, 3-й барон Тревор (1695 — 27 сентября 1764), который женился на Элизабет (ок. 1709—1782), дочери Ричарда Стила, писателя, драматурга и политика
- Летиция Тревор (1697—1769), которая вышла замуж за Питера Кока из Камбервелла, графство Суррей.

25 сентября 1704 года он женился вторым браком на Энн Барнард (ок. 1670 — 5 декабря 1723), дочери Роберта Уэлдона (или Уайлдинга), торговца с Флит-стрит в Лондоне и полковника полка Тауэр-Хамлетс. Энн ранее была замужем за сэром Робертом Барнардом из Брамптона, 3-м баронетом, от которого у нее было шестеро детей. Дети от второго брака:
- Эдвард Тревор, умер молодым
- Роберт Тревор (17 февраля 1705 — 22 августа 1783), 4-й барон Тревор, позднее - 1-й виконт Хэмпден
- Ричард Тревор (30 сентября 1707 — 9 июня 1771), епископ Сент-Дэвидса с 1744 по 1752 год, а затем епископ Дарема[3].